# فریدون ملکم
فریدون ملکم (زاده ۲۵ دسامبر ۱۸۷۵ میلادی در لندن و تاریخ درگذشت ۴ ژوئن ۱۹۵۴ میلادی در لندن)، اولین ورزشکار ایرانی است که در المپیک شرکت نموده. وی در دومین دوره المپیک تابستانی که در سال ۱۹۰۰ میلادی در پاریس پایتخت فرانسه برگزار می‌شد در مسابقات شمشیربازی به میدان رفت.
فریدون ملکم در رشته اپه، در قسمت انفرادی به مصاف رقیب خود رفته و با شکست و حذف در همان دور اول به کار خود پایان می‌دهد.
در تاریخچه شرکت ایران در المپیک نامی از او دیده نمی‌شود. در حقیقت به علت عدم حضور رسمی ایران در این دوره از المپیک، شرکت وی در المپیک از طرف کمیته بین‌المللی المپیک به رسمیت شناخته نمی‌شود. با این وجود این اولین حضور یک ایرانی در المپیک نوین می‌باشد. در این زمان خاندان قاجار در ایران حکومت می‌کردند.
او فرزند میرزا ملکم خان است. مظفرالدین شاه لقب پرنس را به واسطه حضور وی در  المپیک و همچنین هبه یک انگشتر برلیان (از طرف پدرش میرزا ملکم خان) به شاه، به او اعطا کرد.